# Asmundtorp
Asmundtorp is een dorp in de gemeente Landskrona in de in Zweden gelegen provincie Skåne. Het heeft een oppervlakte van 95 hectare en een inwoneraantal van 1551 (2005).

## Verkeer en vervoer
Bij de plaats lopen de Riksväg 17 en Länsväg 110.